# Hypocrita rhea
Hypocrita rhea là một loài bướm đêm thuộc phân họ Arctiinae, họ Erebidae.